# Product Red
Product Red is een merk dat samenwerkt met bedrijven zoals Microsoft, Dell, Apple Inc., Starbucks, Converse, Motorola, Gap, Emporio Armani, Hallmark en American Express. Het is een initiatief dat is opgezet door de zanger van U2, Bono en Bobby Shriver. Product Red is opgezet om geld in te zamelen voor Global Fund, een organisatie die onderzoek doet naar aids en mensen die aids hebben genezen.
Elke partner maakt producten met het Product Red logo en er gaat een deel van de opbrengsten van het product naar Product Red.

## Producten
De partners hebben een aantal producten gemaakt, die geld opbrengen voor Product Red.
| Datum van uitgave | Productsoort                    | Partner          | Naam product | Beschrijving | Bedrag dat wordt gedoneerd aan Global Fund                                                      | Aanbevolen prijs                                                                                   |
| ----------------- | ------------------------------- | ---------------- | --- | --- | ----------------------------------------------------------------------------------------------- | -------------------------------------------------------------------------------------------------- |
| 26 januari 2006   | Lancering organisatie           | WEF              | Aankondiging | (Product) Red initiatief werd voor het eerst aangekondigd op het World Economic Forum in Davos, Zwitserland. Het Global Fund zegt dat Rwanda het eerste land is dat geld krijgt van (Product) Red       |                                                                                                 | |
| 1 maart 2006      | Creditcard                      | American Express | American Express Red | American Express Red Card uitgebracht in het VK. Alleen voor mensen uit de VK met een Britse creditcard                                                                                                 | 1% van de totale uitgave. Tot 1.25% als er meer dan £5.000 wordt uitgegeven                     | Geen jaarlijks bedrag.                                                                             |
| 15 maart 2006     | Kleding                         | Gap              | Gap Red | Ook een advertentie in Dazed & Confused magazine | 50% van de opbrengst                                                                            | |
| 3 april 2006      | Modeaccessoired                 | Giorgio Armani   | Emporio Armani zonnebrillen | Wereldwijd beschikbaar, in groen, roze, blauw, grijs, bruin, allemaal met het Emporio Armani Red logo                                                                                                   | 40% van de opbrengsten gaat rechtstreeks naar Product Red                                       | |
| 3 april 2006      | Schoen                          | Converse         | Speciale schoenen | Converse (Product Red) schoenen zijn beschikbaar in de VS en het VK | 5 - 15% van alle verkoop                                                                        | Vanaf $60 (ong. € 47)                                                                              |
| 15 mei 2006       | Mobiele telefoon                | Motorola         | Rode Motorola SLVR L7 | Alleen beschikbaar in het Verenigd Koninkrijk | £10 (ong. € 11) & 5% van elke rekening                                                          | $249,99 (ong. € 159)                                                                               |
| 15 mei 2006       | Krant                           | The Independent  | | Bono is voor één dag redacteur, gedrukt op rood papier | 50% van de dagopbrengst                                                                         | |
| Augustus 2006     | Horloge                         | Giorgio Armani   | Emporio Armani horloge | Met onder andere kalender | 40% van de opbrengst (net als zonnebrillen)                                                     | $225 (ong. € 176)                                                                                  |
| 21 september 2006 | Krant                           | The Independent  | | Voor de tweede keer op rood papier, medeontworpen door Giorgio Armani. Met interviews met onder andere Beyoncé en Bill Gates                                                                            | De gehele opbrengst van de verkoop online                                                       | |
| November 2006     | Mobiele telefoon                | Motorola         | Rode Motorola RAZR | Alleen in de Verenigde Staten. | $17 (ong. € 13)                                                                                 | $259,99 (ong. € 202)                                                                               |
| 9 januari 2007    | Tegoedbonnen in de iTunes Store | Apple Inc.       | iTunes (Product) Red geschenkkaarten                                                                                           | Voor muziek, films en tv-programma's uit de Amerikaanse iTunes Store. Momenteel alleen beschikbaar in de VS                                                                                             | 10% ($2,50, ong. € 1,90)                                                                        | $25 (ong. € 19)                                                                                    |
| Juni 2007         | Tijdschrift                     | Vanity Fair      | | Bono is redacteur bij deze editie, de "The Africa Issue" (De Afrika Uitgave), met een hoop interviews en bijdragen van artiesten en andere beroemde personen                                            | $5 (ong. € 3,90) van elk verkochte exemplaar                                                    | |
| 7 september 2007  | Mp3-speler                      | Apple Inc.       | iPod nano, iPod Shuffle (Product) Red Speciale Editie                                                                          | (Product) Red is beschikbaar bij de 1GB en 2GB iPod Shuffle, en de 8GB en 16GB iPod Nano, die alleen beschikbaar zijn in de Apple Winkels en de Apple webwinkel                                         | $10 (ong. € 7,80) (Nano)                                                                        | Shuffle € 45 (1GB), € 65 (ong.€ 53) (2GB); Nano € 139 (8GB), € 189 (16GB)                          |
| 24 januari 2008   | Computer/Besturingssysteem      | Dell + Microsoft | XPS One, XPS 1330, XPS 1530, en AIO 948 Printer (Product) Red Speciale Editie; Alle computers met Windows Vista Ultimate (RED) | (Product) Red is beschikbaar met de XPS One (Donatie van $80 (ong. € 62)), XPS 1330 (Donatie van $50 (ong. € 39)), XPS 1530 (Donatie van $50 (ong. € 39)), en de AIO 948 (Donatie van $5 (ong. € 3,90)) | 80, 50 of 5 dollar (62, 39 of 3,90 euro)                                                        | XPS One vanaf $1599 (€ 1247), XPS 1330 en XPS 1530 vanaf $1149 (€ 896) en AIO 948 vanaf $99 (€ 77) |
| 11 november 2008  | Mp3-speler                      | Apple Inc.       | iPod nano (Product) Red Speciale Editie                                                                                        | Apple kondigt de nieuw iPod Nano 4e generatie (Product) Red aan | € 10 (?)                                                                                        | Apple iPod nano vanaf € 139 voor 8GB, en € 189 voor 16GB                                           |
| 27 november 2008  | Drank                           | Starbucks        | (STARBUCKS)RED Exclusieve Dranken                                                                                              | Met speciale smaken: Perpermunt Mokka Twist, Gingersnap Latte en Espresso Truffel | $0,05 (ong. € 0,04) van elke (STARBUCKS)RED Exclusieve drank die is verkocht tot 9 januari 2009 | |